# Bruce Timm
Bruce Walter Timm (ur. 5 lutego 1961 w Oklahomie) – amerykański rysownik, animator, pisarzem, producentem i reżyserem. Jest najlepiej znany z wkładu w budowanie współczesnej animowanej franczyzy DC Comics, w szczególności jako główny producent Batman (1992-1995), Superman (1996-2000), The New Batman Adventures (1997-1999), Batman przyszłości (1999-2001), Liga Sprawiedliwych (2001-2004) i Liga Sprawiedliwych bez granic (2004-2006). Razem Paulem Dinim stworzyli postacie Harley Quinn i Terry'ego McGinnisa.

## Życiorys
Kariera Bruce'a Timma rozpoczęła się w 1981 w studio animacyjnym Filmation, należącym do Lou Scheimera, gdzie przez kolejne cztery lata pracował jako artysta odpowiedzialny za układy i projektant postaci w takich serialach jak Blackstar, He-Man i władcy wszechświata oraz She-Ra – księżniczka mocy. Przez resztę lat 80. XX w. współpracował z innymi studiami, tworząc projekty do telewizyjnych animacji. Pracował m.in. jako projektant modeli G.I. Joe (Marvel Comics/Sunbow), projektant postaci w serialu Prawdziwe duchołapy (DIC Entertainment) oraz projektant modeli w Przygody Animków (Warner Bros.).
Jeden z najważniejszych projektów Bruce'a Timma, który zdobył ogromne uznanie krytyków i widzów, to animowany serial Batman, który zadebiutował jesienią 1992. Serial ukazał mroczniejszą wersję Batmana, w odróżnieniu od postaci prezentowanych w kreskówkach z lat 60. do 80. XX wieku. Utrzymany w stylistyce filmu Batman Tima Burtona z 1989 , wyróżniał się nietypową techniką animacji na czarnych tłach. Mroczniejsze obrazy oraz większa dawka przemocy fizycznej niż w typowych produkcjach animowanych tego okresu wprowadziły nową jakość w przedstawianiu superbohaterów. W tym samym serialu Timm oraz scenarzysta Paul Dini stworzyli postać Harley Quinn, romantycznej towarzyszki najgroźniejszego wroga Batmana – Jokera.
W latach 90. Timm kontynuował sukcesy, tworząc kolejne popularne seriale animowane, takie jak Superman, Batman przyszłości oraz Liga Sprawiedliwych bez granic.
Oprócz pracy w animacji, ilustrował także kilka serii komiksowych dla DC Comics, w tym Batman. Szalona miłość (za który otrzymał razem z Paulem Dinim nagrodę Eisnera), The Batman Adventures: Holiday Special oraz Batman: Harley & Ivy. Był jednym z twórców i producentów animowanego serialu opartego na postaciach superbohaterów z komiksów DC, znanego jako DC Animated Universe (DCAU). Uniwersum to jest również określane jako „Timmverse” lub „Diniverse”, na cześć Bruce'a Timma oraz Paula Dini, scenarzysty i producenta.
Pracując dla Warner Bros. pełnił funkcję producenta wykonawczego przy produkcjach takich jak Liga Sprawiedliwych: Bogowie i potwory (2015) oraz Batman: Zabójczy żart (2016), które są częścią serii DC Universe Original Animated Movies, a także przy serialu Justice League: Gods and Monsters Chronicles (2015). Był także scenarzystą i producentem wykonawczym filmu Batman i Harley Quinn (2017).
W 2012 opublikował książkę z ilustracjami w stylu pin-up, zatytułowaną Naughty and Nice: The Good Girl Art of Bruce Timm. W 2020 wydał kolejną książkę ze sztuką erotyczną The Big Tease: A Naughty and Nice Collection, zawierającą ponad 208 ołówkowych i kolorowych rysunków erotycznych przedstawiających kobiety.